# Jouer dehors
Albums de Mademoiselle K
Live 2009
(2009) Hungry Dirty Baby
(2015)
Jouer dehors est le troisième album studio du groupe français Mademoiselle K, sorti le 17 janvier 2011.

## Titres
1. Aisément  3:17
2. Branc  3:33
3. Jouer dehors  3:33
4. La corde  3:27
5. Que toi  3:14
6. Vade retro  2:49
7. Toujours imparfait  1:56
8. Laurène Lhorizon  4:10
9. Me taire te plaire  3:24
10. Sioux  3:51
11. T'es mort  3:04
12. Solidaires  4:04
13. À l'infini  3:50

## Anecdotes
- Soan fait une courte apparition dans le clip de Me taire te plaire à 1 min 14 s.